# King of the Hill
King of the Hill és una pel·lícula estatunidenca de Steven Soderbergh, estrenada el 1993 després de l'èxit de Sexe, mentides i cintes de vídeo. La història se situa durant la gran depressió dels anys 30, i és basada en la Novel·la d'aprenentatge d'Aaron Edward Hotchner. Va ser nominada a la Palma d'Or al Festival de Cannes de 1993.

## Argument
Durant la Gran depressió, el 1933, una família d'origen alemany, els Kurlander, prova de portar una vida normal a un hotel de pas. Però a poc a poc la família se separa i alguns marxen dels Estats Units. El pare és el penúltim a marxar i promet al seu fill Aaron que es quedarà per alimentar-lo i criar-lo. Però Aaron s'adonarà ràpidament que d'ara endavant s'haurà d'espavilar sol...

## Repartiment
- Jesse Bradford: Aaron Kurlander
- Jeroen Krabbé: Senyor Kurlander
- Lisa Eichhorn: Senyora Kurlander
- Karen Allen: Miss Mathey
- Elizabeth McGovern: Lydia
- Spalding Gray: Senyor Mungo
- Adrien Brody: Lester Silverstone
- Joseph Chrest: Ben, el porter de l'hotel
- Amber Benson: Ella McShane
- Kristin Griffith: Senyora McShane
- Lauryn Hill: Arletta, noia de l'ascensor
- Katherine Heigl: Christina Sebastian